# 朗桑島
朗桑島是印度尼西亞廖內省梅兰蒂群岛县的島嶼，位於馬六甲海峽，接近蘇門答臘島的東岸，面積908平方公里，2007年人口57,876。
1°01′N 102°56′E / 1.017°N 102.933°E